# Stěbořice
Stěbořice (de 1869 à 1880 : Stebořice ; en allemand : Stiebrowitz ; en polonais : Ścieborzyce) est une commune du district d'Opava, dans la région de Moravie-Silésie, en République tchèque. Sa population s'élevait à 1 479 habitants en 2021.

## Géographie
Stěbořice se trouve à 7 km à l'ouest d'Opava, à 36 km à l'ouest-nord-ouest d'Ostrava et à 242 km à l’est de Prague.
La commune est limitée par Holasovice et Neplachovice au nord, par Opava à l'est, par Slavkov au sud-est, par Dolní Životice au sud, et par Jezdkovice et Velké Heraltice à l'ouest.

## Histoire
La première mention écrite de la localité date de 1220.

## Administration
La commune se compose de trois quartiers :
- Stěbořice
- Jamnice
- Nový Dvůr

## Transports
Par la route, Stěbořice se trouve à 8 km d'Opava, à 42 km d'Ostrava et à 314 km de Prague.